# ناصر بن سعود بن عيسى شويمي
العالم والخطيب والأديب والشاعر النجدي ناصر بن سعود بن عيسى الملقب شويمي (1285هـ - 1350هـ)

## نسبه
هو ناصر بن سعود بن عبد العزيز بن إبراهيم بن محمد بن حمد بن عبد الله بن عيسى بن علي بن عطية من بني زيد.ويعرف بلقبه شويمي.
. وهو من بيت امارة في قبيلته فجده عبد العزيز هو أمير بلدة شقراء عاصمة إقليم الوشم بنجد وقت احتلال -خورشيد- لشقراء وغيرها من بلدان نجد، وأخوه محمد بن سعود الملقب بالعوسي هو أمير شقراء للملك عبد العزيز آل سعود.

## مولده ونشأته
ولد في بلدة شقراء عاصمة إقليم الوشم في أواسط نجد عام 1285هـ الموافق 1868، ونشأ فيها وحفظ القرآن الكريم عن ظهر قلب.

## حياته العلمية
شرع في القراءة على علماء الوشم، وأشهر مشايخه فيها ابن عم أبيه علي بن عبد الله بن عيسى قاضي شقراء، والشيخ أحمد بن عيسى، ثم سافر للرياض فقرأ العلم على عبد الله بن عبد اللطيف آل الشيخ وعلى سعد بن حمد بن عتيق ومحمد بن محمود. ثم رحل للحجاز للتزود بالعلم فقرأ على علماء المسجد الحرام، ثم ارتحل في طلب العلم فسافر إلى صنعاء عاصمة اليمن وكانت يومئذ تموج بالعلماء وفقهاء الشافعية والزيدية فأقام فيها مدة طويلة وأخذ عنهم التفسير والحديث وأصولها وعلوم العربية، ثم واصل رحلته للعراق فأقام في بغداد لطلب العلم وأشهر مشايخه السيد محمود شكري الألوسي، كما أخذ عن غيره من علماء بغداد ولازم علماء الحنابلة، وعاد إلى بلده شقراء وجلس للتدريس في جامع شقراء وولي امامته وخطابته فصار عالم البلد والمرجع إليه في الإفتاء والتدريس والوعظ والخطابة فحف به الكثير من أهل العلم وطلابه، وعكفوا عليه فاستفادوا منه، وكان لايمل من التدريس والبحث والمراجعة وله سعة اطلاع وطول باع في العلم، فعالم القصيم عبد الرحمن بن ناصر السعدي لما شرع في تصنيف كتابه -تفسير القرآن- صار يراجعه ويعرض عليه ليأخذ رأيه فيه، والشيخ عبد الله بن جاسر رئيس محكمة تمييز الأحكام الشرعية قال بأن باستطاعة ناصر بن سعود أن يشرح النونية لابن قيم الجوزية مع أن شرح هذا الكتاب هابه وأحجم عنه كبار العلماء.
كان أديباً وعالماً وله اهتمام علمي كبير بالكيمياء والجغرافيا وكان لديه معرفة في صناعة الكحل وكثير من التركيبات الكيميائية التي يتكسب منها لقوته، وقد أعجب به أمين الريحاني عندما زار شقراء.
كان شاعراً ذو أسلوب رائق عذب فصيح، وله مرثية في شيخه عبد الله بن عبد اللطيف آل الشيخ.
ومن شعره قصيدة طويلة في مدح قبيلة بني زيد التي ينتمي إليها يقول في مطلعها:
عرض عليه القضاء في إحدى بلدان الحجاز بعد استيلاء حكومة الملك عبد العزيز آل سعود فاعتذر عن ذلك وظل على حاله في الإمامة والخطابة والوعظ والتدريس.
تخرج على يديه مجموعة كبيرة من علماء نجد منهم محمد بن علي البيز، وعبد الله وعمر أبوبطين، ومحمد البصيري، ومحمد البواردي، وإبراهيم الهويش، وسعد بن سدحان، وغيرهم كثير.

## وفاته
توفي في بلدته شقراء التي أحبها وذلك في شهر محرم عام 1350 للهجرة، الموافق 1931.